# Valuéjols
Valuéjols [valɥeʒɔl] est une commune française, située dans le département du Cantal en région Auvergne-Rhône-Alpes.

## Géographie

### Localisation
Valuéjols est située sur la Planèze de Saint-Flour, haut plateau formé par l'ancien volcan du Cantal.

### Communes limitrophes
Les communes limitrophes sont  Laveissenet, Paulhac, Roffiac, Tanavelle et Ussel.
| Laveissenet | Ussel     |           |
|             | Valuéjols | Roffiac   |
|             | Paulhac   | Tanavelle |

### Géologie et relief
La superficie de la commune est de 38,51 km2 ; son altitude varie de 974  à   1 410 mètres.

### Hydrographie
Au nord-est de la commune, l'Ander, un affluent de la Truyère en rive droite, donc un sous-affluent de la Garonne par le Lot, forme une partie de la frontière avec la commune voisine de Ussel. Plusieurs ruisseaux (Ruisseau de Frippès, Ruisseau de Nouvialle...) prennent leur source dans la commune ou à quelques kilomètres à l'ouest, traversent la commune d'ouest en est et se jettent dans l'Ander quelques kilomètres plus loin.

### Climat
Pour des articles plus généraux, voir Climat d'Auvergne-Rhône-Alpes et Climat du Cantal.
En 2010, le climat de la commune est de type climat de montagne, selon une étude du CNRS s'appuyant sur une série de données couvrant la période 1971-2000. En 2020, Météo-France publie une typologie des climats de la France métropolitaine dans laquelle la commune est exposée à un climat de montagne ou de marges de montagne et est dans la région climatique Ouest et nord-ouest du Massif Central, caractérisée par une pluviométrie annuelle de 900 à 1 500 mm, maximale en automne et en hiver.
Pour la période 1971-2000, la température annuelle moyenne est de 7,6 °C, avec une amplitude thermique annuelle de 15,3 °C. Le cumul annuel moyen de précipitations est de 898 mm, avec 10,2 jours de précipitations en janvier et 7,6 jours en juillet. Pour la période 1991-2020, la température moyenne annuelle observée sur la station météorologique installée sur la commune est de 8,7 °C et le cumul annuel moyen de précipitations est de 892,1 mm,. Pour l'avenir, les paramètres climatiques de la commune estimés pour 2050 selon différents scénarios d'émission de gaz à effet de serre sont consultables sur un site dédié publié par Météo-France en novembre 2022.
| Mois                                  | jan.           | fév.           | mars         | avril         | mai           | juin          | jui.         | août          | sep.          | oct.          | nov.           | déc.          | année    |
| ------------------------------------- | -------------- | -------------- | ------------ | ------------- | ------------- | ------------- | ------------ | ------------- | ------------- | ------------- | -------------- | ------------- | -------- |
| Température minimale moyenne (°C)     | −2,6           | −2,7           | −0,1         | 2,2           | 5,7           | 9,1           | 11,1         | 11            | 7,7           | 4,9           | 0,9            | −1,7          | 3,8      |
| Température moyenne (°C)              | 0,8            | 1,3            | 4,6          | 7,2           | 11,1          | 15            | 17,5         | 17,4          | 13,3          | 9,5           | 4,6            | 1,7           | 8,7      |
| Température maximale moyenne (°C)     | 4,2            | 5,3            | 9,4          | 12,3          | 16,5          | 21            | 23,8         | 23,7          | 18,9          | 14,1          | 8,2            | 5,1           | 13,5     |
| Record de froid (°C) date du record   | −21 12.01.1987 | −18 10.02.1986 | −17 01.03.05 | −8 07.04.08   | −4 10.05.1982 | −1 04.06.1984 | 3 01.07.1981 | 1 23.08.1981  | −1 27.09.10   | −8,7 26.10.03 | −13 22.11.1998 | −16 04.12.10  | −21 1987 |
| Record de chaleur (°C) date du record | 16,7 30.01.02  | 23 26.02.19    | 23 15.03.12  | 25,5 07.04.11 | 29 24.05.09   | 38 27.06.19   | 38 24.07.19  | 37,4 04.08.03 | 31,2 03.09.05 | 26,5 01.10.11 | 22,5 07.11.15  | 18 29.12.1983 | 38 2019  |
| Précipitations (mm)                   | 75,8           | 62,2           | 55,9         | 78,3          | 77,1          | 65,8          | 55           | 69,8          | 81,7          | 87,2          | 95,2           | 88,1          | 892,1    |

## Urbanisme

### Typologie
Au 1er janvier 2024, Valuéjols est catégorisée commune rurale à habitat dispersé, selon la nouvelle grille communale de densité à 7 niveaux définie par l'Insee en 2022.
Elle est située hors unité urbaine. Par ailleurs la commune fait partie de l'aire d'attraction de Saint-Flour, dont elle est une commune de la couronne,. Cette aire, qui regroupe 36 communes, est catégorisée dans les aires de moins de 50 000 habitants,.

### Occupation des sols
L'occupation des sols de la commune, telle qu'elle ressort de la base de données européenne d’occupation biophysique des sols Corine Land Cover (CLC), est marquée par l'importance des territoires agricoles (81,7 % en 2018), en diminution par rapport à 1990 (83,9 %). La répartition détaillée en 2018 est la suivante :
prairies (69,6 %), milieux à végétation arbustive et/ou herbacée (12,2 %), zones agricoles hétérogènes (12,1 %), forêts (4,6 %), zones urbanisées (1,6 %). L'évolution de l’occupation des sols de la commune et de ses infrastructures peut être observée sur les différentes représentations cartographiques du territoire : la carte de Cassini (XVIIIe siècle), la carte d'état-major (1820-1866) et les cartes ou photos aériennes de l'IGN pour la période actuelle (1950 à aujourd'hui).

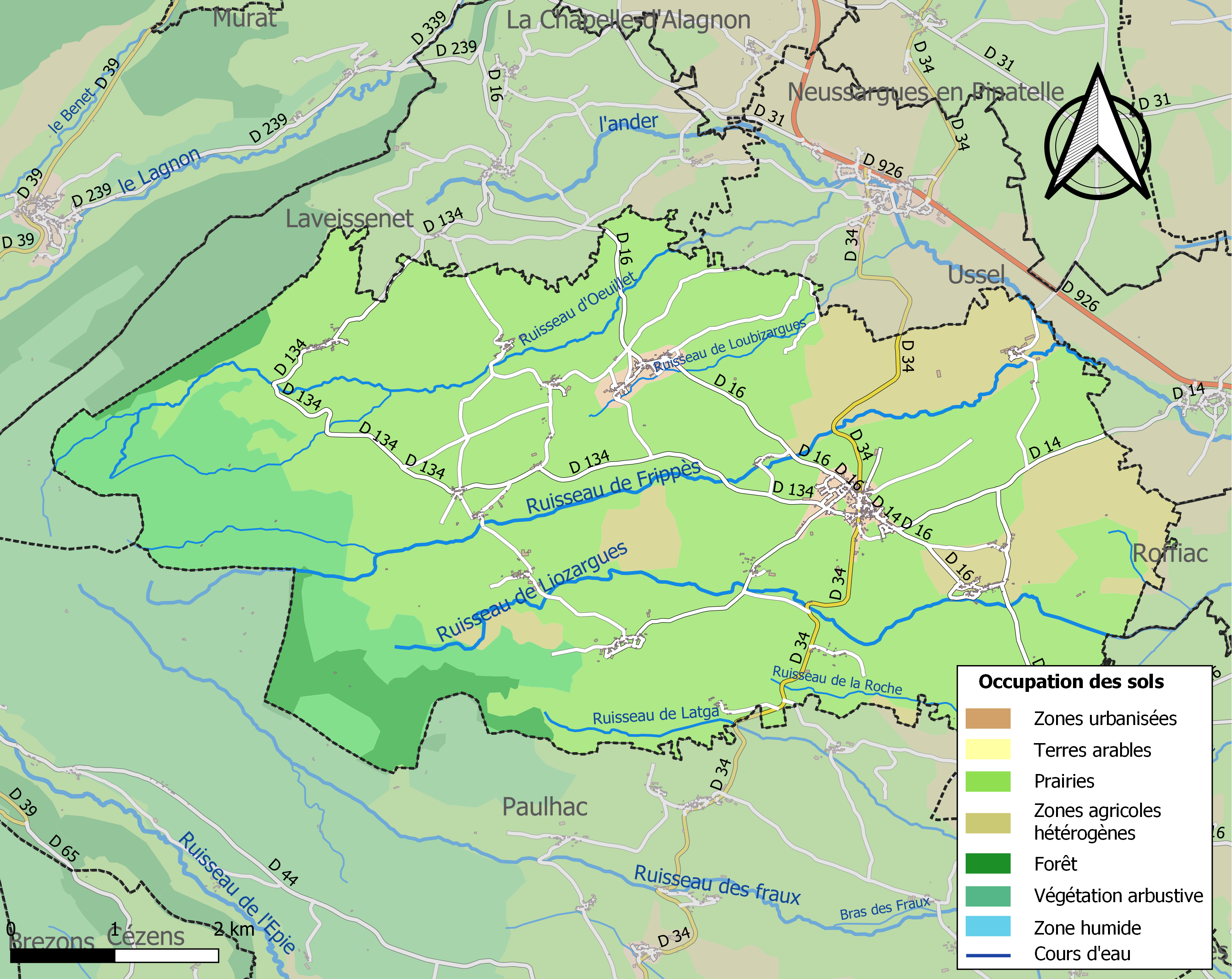
Carte des infrastructures et de l'occupation des sols de la commune en 2018 (CLC).

### Lieux-dits, hameaux et écarts

#### Le Ché
Le Ché, dont le nom peut s'écrire aussi quelquefois le Cher, est un hameau d'une quinzaine d'habitants situé sur la commune de Valuéjols. Placé au pied du Plomb du Cantal, c'est la station de ski de fond de Prat de Bouc Haute Planèze. On peut l'atteindre en deux heures à skis en longeant la forêt d'Albepierre-Bredons. L'entrée du village est équipée d'un grand parking pour favoriser l'accès aux skieurs qui souhaitent partir en randonnée. L'ancienne école du village a été transformée en foyer de ski de fond pour permettre la location d'équipements de ski. Le point culminant (1 200 mètres) à proximité du village est traversé par le GR 4. La fête du village est célébrée le dimanche après le 15 août autour d'un four à pain rénové.
Le Ché, situé à 8 km de Murat, fut pendant la Seconde Guerre mondiale une des bases arrière de la résistance murataise.

### Habitat et logement
En 2018, le nombre total de logements dans la commune était de 382, alors qu'il était de 381 en 2013 et de 379 en 2008.
Parmi ces logements, 67,4 % étaient des résidences principales, 16,1 % des résidences secondaires et 16,5 % des logements vacants. Ces logements étaient pour 95,3 % d'entre eux des maisons individuelles et pour 4,7 % des appartements.
Le tableau ci-dessous présente la typologie des logements à Valuéjols en 2018 en comparaison avec celle du Cantal et de la France entière. Une caractéristique marquante du parc de logements est ainsi une proportion de résidences secondaires et logements occasionnels (16,1 %) inférieure à celle du département (20,4 %) mais supérieure à celle de la France entière (9,7 %). Concernant le statut d'occupation de ces logements, 82,5 % des habitants de la commune sont propriétaires de leur logement (79,8 % en 2013), contre 70,4 % pour le Cantal et 57,5 pour la France entière.
| Typologie                                               | Valuéjols | Cantal | France entière |
| ------------------------------------------------------- | --------- | ------ | -------------- |
| Résidences principales (en %)                           | 67,4      | 67,7   | 82,1           |
| Résidences secondaires et logements occasionnels (en %) | 16,1      | 20,4   | 9,7            |
| Logements vacants (en %)                                | 16,5      | 11,9   | 8,2            |

### Voies de communication et transports
Plusieurs routes départementales, D 34, D16, D 14 et D 134, permettent de relier le village de Valuéjols aux autres villages alentour.

## Toponymie
Le nom du village provient du latin Avaloiolum, lequel est issu d'un mot composé gaulois : aballo-, désignant un pommier, et de ialon, désignant une clairière, un village. L'ensemble peut se traduire par « La Pommeraie ».

## Histoire
En 1832, Valuéjols absorbe l'ancienne commune de Saint-Maurice.

### Les Hospitaliers
Loubizargues (Loubeysargues) est une ancienne commanderie de l'ordre de Saint-Jean de Jérusalem devenue ensuite membre de la commanderie de Montchamp, parfois détachée sur la commanderie de Celles au sein du Grand prieuré d'Auvergne. Le domaine de la commanderie s'étendait sur les trois villages de Loubizargues, Laveissenet et Pignoux et comprenait le four banal de Loubeysargues, le moulin de l'Eschaldat (sur l'Ander) ainsi que l'église paroissiale de Laveissenet. Le commandeur levait la dîme de Laveissenet, du Peuch de Ché et du Peuch de Cheylanes. En outre, il percevait des rentes annuelles à Viallevielle, Valuéjols, aux Jarrioux, Brageac, Maniargues, Nouvialle, Lescure, Frippès, Galuse, Chambeyrac, Cheylanes, Toursou, Lagarde, Molède, Laveissenet, Saint-Loup, Laborie, La Chapelle-d'Alagnon, Œillet (château), Ussel, Clavières, Pignoux, Murat, Saint-Maurice et Narnhac. En 1454, le commandeur de Loubeysargues transige avec le prieur de Valuéjols.
Il y a eu un château fort à Loubizargues qui lui aussi faisait partie de la commanderie, il se trouvait à l'emplacement de l'ancienne maison d'école et fut détruit vers 1577. Quant à la chapelle de la commanderie qui était sous le vocable de saint Loup, elle fut rasée à l'époque de la Révolution française.

## Politique et administration
| Période                                  | Période                       | Identité            | Étiquette | Qualité                                                         |
| ---------------------------------------- | ----------------------------- | ------------------- | --------- | --------------------------------------------------------------- |
| Les données manquantes sont à compléter. |                               |                     |           |                                                                 |
| mars 2001                                | mars 2008                     | Roger Charbonnel    |           |                                                                 |
| mars 2008                                | avril 2014                    | Christiane Missègue | MoDem     |                                                                 |
| avril 2014                               | En cours (au 15 juillet 2020) | Christophe Vidal    | UDI       | Agriculteur Conseiller départemental du canton de Saint-Flour-2 |

## Population et société

### Démographie

#### Évolution démographique
L'évolution du nombre d'habitants est connue à travers les recensements de la population effectués dans la commune depuis 1793. Pour les communes de moins de 10 000 habitants, une enquête de recensement portant sur toute la population est réalisée tous les cinq ans, les populations de référence des années intermédiaires étant quant à elles estimées par interpolation ou extrapolation. Pour la commune, le premier recensement exhaustif entrant dans le cadre du nouveau dispositif a été réalisé en 2005.

En 2022, la commune comptait 578 habitants, en évolution de +3,21 % par rapport à 2016 (Cantal : −1,08 %, France hors Mayotte : +2,11 %).
| 1793  | 1800  | 1806  | 1821  | 1831  | 1836  | 1841  | 1846  | 1851  |
| ----- | ----- | ----- | ----- | ----- | ----- | ----- | ----- | ----- |
| 1 743 | 1 970 | 1 716 | 1 554 | 1 693 | 1 862 | 1 818 | 1 590 | 1 542 |

| 1856  | 1861  | 1866  | 1872  | 1876  | 1881  | 1886  | 1891  | 1896  |
| ----- | ----- | ----- | ----- | ----- | ----- | ----- | ----- | ----- |
| 1 461 | 1 442 | 1 452 | 1 425 | 1 363 | 1 390 | 1 352 | 1 390 | 1 376 |

| 1901  | 1906  | 1911  | 1921  | 1926  | 1931 | 1936 | 1946  | 1954 |
| ----- | ----- | ----- | ----- | ----- | ---- | ---- | ----- | ---- |
| 1 350 | 1 232 | 1 225 | 1 090 | 1 055 | 994  | 980  | 1 023 | 906  |

| 1962 | 1968 | 1975 | 1982 | 1990 | 1999 | 2005 | 2006 | 2010 |
| ---- | ---- | ---- | ---- | ---- | ---- | ---- | ---- | ---- |
| 922  | 833  | 696  | 607  | 578  | 525  | 526  | 527  | 542  |

| 2015 | 2020 | 2022 | - | - | - | - | - | - |
| ---- | ---- | ---- | - | - | - | - | - | - |
| 563  | 563  | 578  | - | - | - | - | - | - |

#### Pyramide des âges
La population de la commune est plus jeune que celle du département. En 2018, le taux de personnes d'un âge inférieur à 30 ans s'élève à 29,0 %, soit un taux supérieur à la moyenne départementale (27,0 %). Le taux de personnes d'un âge supérieur à 60 ans (29,0 %) est inférieur au taux départemental (35,5 %).
En 2018, la commune comptait 290 hommes pour 274 femmes, soit un taux de 51,42 % d'hommes, supérieur au taux départemental (48,87 %).
Les pyramides des âges de la commune et du département s'établissent comme suit :
| Hommes | Classe d’âge | Femmes |
| ------ | ------------ | ------ |
| 0,3    | 90 ou +      | 1,1    |
| 10,0   | 75-89 ans    | 11,3   |
| 19,0   | 60-74 ans    | 16,1   |
| 20,1   | 45-59 ans    | 21,5   |
| 22,1   | 30-44 ans    | 20,4   |
| 10,0   | 15-29 ans    | 9,5    |
| 18,3   | 0-14 ans     | 20,1   |

| Hommes | Classe d’âge | Femmes |
| ------ | ------------ | ------ |
| 1,2    | 90 ou +      | 3,1    |
| 10,1   | 75-89 ans    | 13,5   |
| 22,9   | 60-74 ans    | 22,6   |
| 21,8   | 45-59 ans    | 20,5   |
| 16,1   | 30-44 ans    | 15,2   |
| 13,8   | 15-29 ans    | 11,9   |
| 14,2   | 0-14 ans     | 13,3   |

## Économie
Deux fois par mois (le mardi), important marché aux bestiaux. Coopérative laitière produisant de manière artisanale le fromage « cantal AOC Grand Herbage ».

## Culture locale et patrimoine

### Lieux et monuments
- Église Saint-Saturnin
- Église de Saint-Maurice
- Église Notre-Dame-de-la-Visitation de Lescure : lieu de pèlerinage le 15 août
- Chapelle Notre-Dame du Bon-Secours de Nouvialle
- Fours à pain à Perret, Le Ché, Nouvialle...
- Le Ché est une porte d'entrée du domaine nordique de Prat de Bouc - Haute Planèze. Les activités nordiques sont le ski de fond, la raquette à neige, le ski de randonnée nordique... Et la station de sports d'hiver et d'été de Prat de Bouc se situe à environ 10 kilomètres.

### Personnalités liées à la commune
- Jean Roussilhe, homme politique, né le 19 avril 1759 à Valuéjols (Cantal) et mort le 13 mai 1847 à Paris.

Lucie Robert, vétérinaire à activité mixte (bovins et animaux de compagnie) est domiciliée à Valuejols. Très impliquée dans la vie associative de la commune, ancienne championne de ski alpin, elle s'est essayée au rugby féminin sans que ceci ne soit concluant. Elle est originaire de Bagnères de Luchon dans les Pyrénées et ne manque pas de son accent chantant, de vanter les mérites de la race locale de sa vallée de naissance: la gasconne, aux éleveurs cantaliens.

### Héraldique
| Blason de Valuéjols | Blason  | Écartelé : au 1er d’azur aux trois fasces d’argent maçonnées de sable, la première crénelée de quatre merlons sommés chacun d’une pierre, la deuxième de trois et la troisième de deux, le tout soutenu d’une plaine aussi d’argent, aux 2e et 3e de gueules au lion échiqueté d’or et d’azur, au 4e d’azur aux trois lettre A capitales onciales d’or, sur le tout d’or au rencontre de vache de Salers au naturel. |
| Blason de Valuéjols | Détails | Le statut officiel du blason reste à déterminer. |
| Blason de Valuéjols | Alias   | Blason de Valuéjols selon l'oeuvre originale. |